# Панехсі
Панехсі (д/н — після 1075 до н. е.) — давньоєгипетський військовий та політичний діяч, верховний жрець Амона у Фівах у 1082—1080 роках до н. е.

## Життєпис
Ймовірно був за походженням нубійцем, його ім'я давньоєгипецькою мовою значить «Негр». Належав до місцевої знаті. На початку володарювання фараона Рамсеса XI користувався його повною довірою. Тому призначено нубійським намісником (царським сином Куша).
Незадовго до 12 року правління Рамсеса XI (відповідає близько 1088 року до н. е.) напав на Фіви, де у той час необмежену владу мав верховний жрець Амона Аменхотеп. Це призвело до війни верховного жерця з нубійцями, яка, ще за роки потому згадувалась, як подія, що глибоко укорінилась у пам'яті населення Фів.
Відповідно до однієї з численних гіпотез верховний жрець Аменхотеп через повстання, що спалахнуло у Фівах, попрохав про допомогу Рамсеса XI, який перебував на півночі країни; фараон закликав до Єгипту війська намісника Нубії Панехсі, щоб відновити порядок у Фівах та повернути владу Аменхотепу. Панехсі, скориставшись ситуацією, що склалась, спробував підкорити Фіви своїй владі, що не входило ані до планів Рамсеса XI, ані жерця Аменхотепа.
Інша гіпотеза подає події у зовсім іншому сенсі: Панехсі спеціально підготував заворушення у Фівах, щоб захопити їх, проголосивши себе «тим, хто відновив порядок», причому він виступив зі своєю армією проти верховного жерця Амона, окупував Фіви та їх околиці та претендував на вище керівництво армією.
Панехсі визнавав Рамсеса XI, тому його похід було спрямовано не проти обох, царя й верховного жерця, а лише проти останнього. Ймовірно також, що Рамсес XI сам звернувся до Панехсі як до свого вірного слуги, здатного стримати Аменхотепа. Фіванці були на боці Аменхотепа й бились проти Панехсі. Медінет-Абу, як укріплений пункт опору верховного жерця, було взято штурмом, а військові дії поширились до Середнього Єгипту, де було захоплено і зруйновано місто Хардаї. Населення поринуло до Фів, рятуючись від переможних військ Панехсі, які у свою чергу почали грабувати гробниці та храми. В цей період звитяжив Герігор.
Верховний жрець Аменхотеп загинув, більше про нього згадок не було. У 12-й рік правління Рамсеса XI (близько 1087 року до н. е.) Панехсі був уже володарем Фів, мав почесні титули носій віяла праворуч від Його Величності, писар царя, воєначальник, розпорядник житниць фараона, начальник південних країн, голова військ фараона, що свідчить не лише про контроль над Верхнім Єгиптом, а значного більшу політичну вагу Панехсі. Невдовзі він отримав посаду верховного жерця Амона й цілковитий контроль над управлінням державним майном, що підтверджує версію щодо запрошення Панехсі Рамсесом XI проти Аменхотепа.
За два роки становище Панехсі змінилось: він все ж був визнаний ворогом. Імовірно, тільки тоді Рамсес XI зрозумів, яку небезпеку для нього самого являє Панехсі. Відтоді у документах «доби Відродження» його ім'я завжди детермінувалось ієрогліфом ворога. За ініціативою царя у Фівах була встановлена нова влада воєначальника Герігора. У 18 чи 19 рік правління Рамсеса XI (відповідно 1081 або 1080 року до н. е.) військовик Герігор вигнав Панехсі з Фів, проголосивши себе верховним жерцем Амон.
Панехсі змушений був повернутися до Нубії (Куша), де зберіг цілковиту владу. Ймовірно він готувався взяти реванш. Водночас Рамсес XI разом з військовиком Герігором та Піанхом (можливо тоді став верховним жерцем Амону) також не змирилися з втратою багатої області. Тому близько 1080 чи 1079 року до н. е. проти Панехсі виступив Піанх.
Володар Куша чинив запеклий спротив. Ймовірно війна тривала десь до 1076—1075 року до н. е., коли було втрачено важливе місто Кинополіс. Навіть після цього Панехсі зберіг владу над Нижнім Кушем, де правив до самої смерті. Вважається засновником незалежного Нубійського царства. Його поховано у м. Аніба.